# Collier Cudmore
Collier Robert Cudmore, född 13 juni 1885 i Avoca, död 16 maj 1971 i North Adelaide, var en brittisk roddare.
Cudmore blev olympisk guldmedaljör i fyra utan styrman vid sommarspelen 1908 i London.